# Ampelozizyphus amazonicus
Ampelozizyphus amazonicus är en brakvedsväxtart som beskrevs av Adolpho Ducke. Ampelozizyphus amazonicus ingår i släktet Ampelozizyphus och familjen brakvedsväxter. Inga underarter finns listade i Catalogue of Life.